# Ɨ̱
Cette page contient des caractères spéciaux ou non latins. S’ils s’affichent mal (▯, ?, etc.), consultez la page d’aide Unicode.
Ɨ̱ (minuscule : ɨ̱), appelé I barré macron souscrit, est un graphème utilisé dans l’écriture du chinantèque d’Ojitlán, du chinantèque d’Ozumacín, du chinantèque d’Usila, du chinantèque de Valle Nacional, du karimojong, et du popoluca de la Sierra au Mexique, et du maijiki au Pérou. Il s’agit de la lettre Ɨ diacritée d’un macron souscrit.

## Utilisation
En maijiki, ‹ ɨ̱ › peut aussi être écrit ‹ ü › dans le Registre national d’identité et état civil du Pérou.

## Représentations informatiques
Le I barré macron souscrit peut être représenté avec les caractères Unicode suivants :
- décomposé (latin étendu B, alphabet phonétique international, diacritiques) :

| formes    | représentations | chaînes de caractères | points de code | descriptions                                                |
| --------- | --------------- | --------------------- | -------------- | ----------------------------------------------------------- |
| capitale  | Ɨ̱               | Ɨ◌̱                    | U+0197 U+0331  | lettre majuscule latine i barré diacritique macron souscrit |
| minuscule | ɨ̱               | ɨ◌̱                    | U+0268 U+0331  | lettre minuscule latine i barré diacritique macron souscrit |

## Sources
- (es + chj) INEA, Escribo mi lengua. Chinanteco de Ojitlán, ꞌE sɨɨ̱ jújmi kiɨ̱. Jújmi kíꞌ tsa kö ꞌwɨ̱̈ɨ̈, Mexico, Instituto Nacional para la Educación de los Adultos, INEA, coll. « MIBES » (no 7), 2011 (lire en ligne)
- (es) Ministerio de Educación, República Peruana, Resolución Directoral no 002-2015-MINEDU/VMGP/DIGEIBIRA, 7 septembre 2015 (présentation en ligne, lire en ligne)